# Aristides Cavaillé-Coll
Aristides Cavaillé-Coll (francès: Aristide Cavaillé-Coll)  (Montpeller, 4 de febrer de 1811 - París, 13 d'octubre de 1899) va ser el quart membre, i el més destacat, de la notable nissaga Cavaillé d'orgueners llenguadocians.
Va néixer a Montpeller el 4 de febrer de 1811, fill de Domènec Cavaillé-Coll i net de Joan Pere Cavaillé. Només amb onze anys ja ajuda el germà Vincent, el pare i l'avi en la restauració del l'orgue de Nimes (1822). També hi col·laborarà en l'acabament de l'orgue de la seu de Lleida (1830) (destruït duran la guerra civil de 1936-1939).
A partir de 1830 es dedica a l'estudi de les matemàtiques i inventa, amb la col·laboració del pare i del germà, un nou instrument de teclat semblant a la filharmònica, que bategen amb el nom de poikilorgue, que significa instrument de matisos variats i que fou la base dels futurs harmòniums Mustel. Encoratjats per Rossini, que l'havia sentit en una representació de l'opera de Giacomo Meyerber, Robert le Diable, que dirigia a Tolosa de Llenguadoc, la família s'instal.la a París (1833), on hi obren el taller de construcció d'orgues Maison A. Cavaillé-Coll, que Aristides dirigirà fins a la seva mort (1899).
El taller dels Cavaillé-Coll adquireix notorietat gràcies a haver-se adjudicat el concurs obert per a la construcció del gran orgue de l'abadia reial de Saint-Denis. Aquest instrument de dimensions colosals, acabat el 1841, mostra en embrió el geni innovador del jove Aristides: incorporació de la màquina pneumàtica de C. S. Barker per tal d'alleugerir l'esforç de prémer les tecles, la gran riquesa dels jocs harmònics i la variació de matisos, l'ús de pressions múltiples segons els diversos cossos de l'orgue i la diversitat dels jocs, entre d'altres.

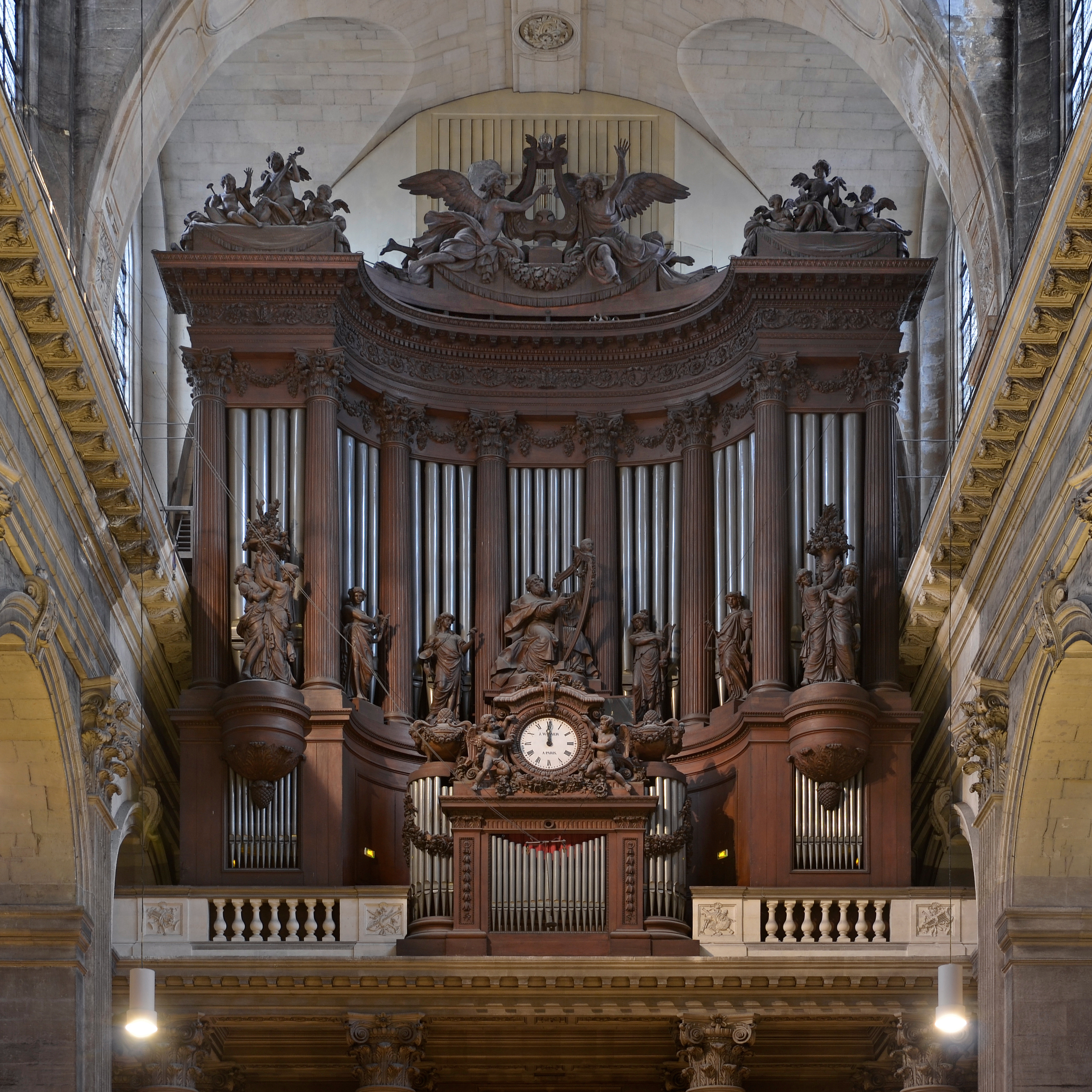
Orgue de l'església de Saint-Sulpice

En pocs anys l'obrador dels Cavaillé construí grans orgues per a diverses esglésies de París: el de Notre-Dame de Lorette (1838), el de la Madeleine(1841-1846), Saint-Sulpice (1862), considerat la seva obra mestre, Notre-Dame (1868), Sainte-Clotilde (1859), la Trinité (1868) i el del palau del Trocadero (1878). Fora de la capital també treballaren en els de Saint-Omer, Bayeux (1862), Nimes (1876), Orleans (1880), Lisieux (1874), Perpinyà (1857) i Tolosa de Llenguadoc (1889). També son seus el de Santa Maria del Coro, a Sant Sebastià (1863), el de l'Albert Hall de Sheffield (1874), a la Gran Bretanya, el del Palau de la Indústria d'Amsterdam (1885), el del Conservatori de Música de Brusel.les i molt altres, prop de 500, repartits per Bèlgica, Dinamarca, Espanya, Països Baixos, Itàlia, Portugal, Rumania, Suissa i en diversos països del continent americà, sobretot a Centre i Sud-amèrica.
A Barcelona hi va ser instal.lat l'any 1896 un orgue de l'obrador Cavaillé a església del col·legi de la Congregació de Religioses del Sagrat Cor de Jesús del carrer Diputació. La Congregació va cedir-lo l'any 2019 perquè fos instal.lat a la cripta de la Sagrada Família, on es troba actualment, en procés de restauració.